# Jan Lammers (athlétisme)
Pour les articles homonymes, voir Lammers.
Jan Lammers (né le 30 septembre 1926 à Drachten et mort le 1er septembre 2011 dans cette même ville) est un athlète néerlandais, spécialiste des épreuves de sprint.

## Biographie
Il remporte la médaille de bronze du 200 mètres lors des championnats d'Europe de 1950, à Bruxelles, devancé par le Britannique Brian Shenton et le Français Étienne Bally.
Il participe aux Jeux olympiques de 1948 sans atteindre la finale.

### Palmarès
| Date | Compétition           | Lieu      | Résultat | Épreuve | Performance |
| ---- | --------------------- | --------- | -------- | ------- | ----------- |
| 1950 | Championnats d'Europe | Bruxelles | 3e       | 200 m   | 22 s 1      |

### Records
| Épreuve | Performance | Lieu      | Date         |
| ------- | ----------- | --------- | ------------ |
| 200 m   | 21 s 8      | Bruxelles | 25 août 1950 |